# Schloss Grünhagen
Das Schloss Grünhagen ist ein abgegangenes spätmittelalterliches Schloss der Äbte des Klosters St. Michaelis in Lüneburg im Ortsteil Grünhagen der Gemeinde Bienenbüttel im niedersächsischen Landkreis Uelzen.

## Geschichte
Der Ursprung des Schlosses Grünhagen liegt in einer Kapelle des Michaelsklosters in Lüneburg, die 1351 erstmals erwähnt wird. 1406 wurde dort eine neue Vikarie gegründet, sowie die Kapelle zusammen mit den benachbarten Wohngebäuden vergrößert. Abt Boldewin von Wenden († 1441) verwandelte das Abtshaus in ein befestigtes Schloss. 1460 wurde eine neue Schlosskapelle errichtet. Zwischen 1578 und 1580 erfolgte ein Neubau des Schlosses unter Einbeziehung dieser Kapelle. 1710 wurde die Kapelle abgebrochen, das Schloss war damals ohnehin nur noch eine Ruine. 1711 wurde deren Steinmaterial für Bauarbeiten auf dem Gelände des Lüneburger Michaelisklosters verwendet.

## Beschreibung
Das Schloss lag auf einer leichten Anhöhe zwischen dem heutigen Ort Grünhagen und der Ilmenau. Heute ist von ihm lediglich noch der Rest eines Wassergrabens im Nordwesten erhalten.
Von der Gestalt des ersten Schlosses aus der ersten Hälfte des 15. Jahrhunderts ist nur bekannt, dass es von einem Graben umgeben war. Ein Grundriss, der 1785 nach den noch vorhandenen Ruinen des zweiten Baus aufgenommen wurde, zeigt eine rechteckige, grabenumwehrte Anlage, die in Haupt- und Vorburg getrennt ist. Auf der Vorburg stand ein dreiflügeliges, zur Hauptburg offenes Gebäude. Der zweistöckige Mittelflügel enthielt Wohnräume, im linken Trakt waren die Wagenremisen und im rechten der Pferdestall untergebracht. Über eine Zugbrücke gelangte man auf die Hauptburg. Das dortige dreiflügelige Hauptgebäude besaß vier runde Ecktürme. In den linken Flügel war die Kapelle integriert, der rechte wurde vor allem von der Küche eingenommen. Der repräsentative Mitteltrakt war im Gegensatz zu den Seitenflügeln dreistöckig.